# Comitatul Bars
Comitatul Bars, cunoscut și ca Varmeghia Bars (în maghiară Bars vármegye, în germană Komitat Barsch, în latină Comitatus Barsiensis, în slovacă Tekovská župa), a fost o unitate administrativă a Regatului Ungariei din secolul XI și până în 1920. În prezent, teritoriul acestuia se găsește în sudul și centrul Slovaciei. Denumirea slovacă "Tekov" este utilizată doar ca o denumire informală a teritoriul corespunzător (regiunea Tekov). Capitala comitatului a fost orașul Zlaté Moravce (în maghiară Aranyosmarót, în germană Goldmorawitz).

## Geografie
Comitatul Bars se învecina la nord cu Comitatul Turóc (Turiec), la nord-est cu Comitatul Zólyom (Zvolen), la est și sud-est cu Comitatul Hont, la sud cu comitatele Esztergom (Ostrihom) și Komárom (Komárno) și la vest cu Comitatul Nyitra (Nitra). Teritoriul comitatului se afla de-a lungul râului Hron între Hont (la est), Kremnica (în maghiară Körmöcbánya) și Hronská Dúbrava (la nord, care făcea parte din comitat), râul Žitava la vest și Bešeňov și Bíňa la sud (care nu făceau parte din comitat). Râurile Hron și Žitava curg pe teritoriul său. Comitatul era caracterizat prin industria minieră. Suprafața comitatului în 1910 era de 2.724 km², incluzând suprafețele de apă.

## Istorie
Comitatul Bars a fost înființat în secolul al XI-lea. Capitala comitatului a fost Castelul Tekov, apoi Castelul Levice, de la sfârșitul secolului al XVI-lea Topoľčianky și de la sfârșitul secolului al XVIII-lea Zlaté Moravce.
Partea de sud a acestui comitat a fost ocupată de Imperiul Otoman în perioada 1663-1685 și administrată de acesta ca eyaletul Uyvar. La sfârșitul Primului Război Mondial, teritoriul său a devenit parte componentă a noului stat Cehoslovacia, aceste modificări de granițe fiind recunoscute prin Tratatul de la Trianon (1920).
Ca urmare a prevederilor controversatului Primului Arbitraj de la Viena, partea de sud a fostului comitat a devenit parte a Ungariei în noiembrie 1938. Aceasta a fost unită cu partea de sud a fostului comitat Hont pentru a forma comitatul Bars-Hont, cu capitala la Levice (în maghiară Léva).
După cel de-al doilea război mondial, granițele stabilite prin Tratatul de la Trianon au fost restaurate, iar regiunea a revenit iarăși Cehoslovaciei. În 1993, Cehoslovacia s-a divizat și regiunea Tekov a devenit parte a Slovaciei.

## Demografie
În 1910, populația comitatului era de 179.312 locuitori, dintre care: 
- Slovaci -- 97.824 (54,55%)
- Maghiari -- 62.022 (34,58%)
- Germani -- 17.366 (9,68%)
- alții -- 2.100 (1,19%)

## Subdiviziuni
La începutul secolului 20, subdiviziunile comitatului Bars erau următoarele:
| Districte (járás)                          | Districte (járás)                     |
| District                                   | Capitală                              |
| ------------------------------------------ | ------------------------------------- |
| Aranyosmarót                               | Aranyosmarót --- Zlaté Moravce        |
| Garamszentkereszt                          | Garamszentkereszt --- Žiar nad Hronom |
| Léva                                       | Léva --- Levice                       |
| Oszlány                                    | Oszlány --- Oslany                    |
| Verebély                                   | Verebély --- Vráble                   |
| Districte urbane (rendezett tanácsú város) |                                       |
| Körmöcbánya --- Kremnica                   |                                       |
| Léva --- Levice                            |                                       |
| Újbánya --- Nová Baňa                      |                                       |